# Região Geográfica Intermediária de Lábrea
A Região Geográfica Intermediária de Lábrea é uma das quatro regiões intermediárias do estado brasileiro do Amazonas e uma das 134 regiões intermediárias do Brasil, criadas pelo Instituto Brasileiro de Geografia e Estatística (IBGE) em 2017. É composta por 9 municípios, distribuídos em duas regiões geográficas imediatas.
Sua população total estimada pelo Instituto Brasileiro de Geografia e Estatística (IBGE) para 1º de julho de 2018 é de 287 027 habitantes, distribuídos em uma área total de 427 261,094 km².
Manicoré é o município mais populoso da região intermediária, com 54 907 habitantes, de acordo com estimativas de 2018 do Instituto Brasileiro de Geografia e Estatística (IBGE).

## Regiões geográficas imediatas
| Região geográfica imediata | Municípios                                 | População Estimativa 2018 | Área (km²)  |
| -------------------------- | ------------------------------------------ | ------------------------- | ----------- |
| Manicoré                   | Apuí Humaitá Manicoré Novo Aripuanã        | 155 728                   | 176 846,376 |
| Lábrea                     | Boca do Acre Canutama Lábrea Pauini Tapauá | 131 299                   | 250 414,718 |
| Total                      | 9                                          | 287 027                   | 427 261,094 |